# Shannon Larkin
James Shannon Larkin (Chicago, Illinois, 24 de abril de 1967) es un músico estadounidense, reconocido por ser el baterista de la banda de heavy metal Godsmack, donde reemplazó al baterista Tommy Stewart en junio de 2002. Antes de su trabajo con Godsmack hizo parte de las bandas Amen, Candlebox, Ugly Kid Joe y Souls at Zero. Shannon ha tocado la batería con Godsmack en los álbumes Faceless, IV, el EP The Other Side, The Oracle y 1000hp.

## Discografía

### Wrathchild America
- Climbin' the Walls (1989)
- 3-D (1991)

### Souls at Zero
- Souls at Zero (1993)
- Six-T-Six EP (1994)

### Ugly Kid Joe
- Menace to Sobriety (1995)
- Motel California (1996)
- The Very Best of Ugly Kid Joe: As Ugly as It Gets (1998)
- Stairway to Hell (2012)
- Uglier Than They Used ta Be (2015)

### Amen
- Amen (1999)
- We Have Come for Your Parents (2001)
- Death Before Musick (2004)

### Candlebox
- Happy Pills (1998)

### Snot
- Strait Up (1999)

### Godsmack
- Faceless (2003)
- The Other Side (2004)
- IV (2006)
- Good Times, Bad Times.... 10 Years of Godsmack (2007)
- The Oracle (2010)
- 1000hp (2014)
- When Legends Rise (2018)
- Lighting Up the Sky (2023)

### Another Animal
- Another Animal (2007)

### The Apocalypse Blues Revue
- The Apocalypse Blues Revue (2016)